# Pysarivka
Pysarivka  (ucraniano: Писарівка) es una localidad del Raión de Podilsk en el Óblast de Odesa de Ucrania. Según el censo de 2001, tiene una población de 1677 habitantes.